# Station Walsden
Walsden is een spoorwegstation van National Rail in Walsden, Calderdale in Engeland. Het station is eigendom van Network Rail en wordt beheerd door Northern Rail. Het station is geopend in 1990.